# İbrahim Adnan Saraçoğlu
İbrahim Adnan Saraçoğlu (* 1949 in Safranbolu) ist ein türkischer Chemiker, Biochemiker, Mikrobiologe, Hochschullehrer und Forscher.

## Leben und Wirken
Nach dem Chemiestudium promovierte er an der Technischen Universität Graz und wurde Assistent am Institut für Molekulare Biowissenschaften. 1985/1986 arbeitete er an der Çukurova Üniversitesi und erhielt dort 1987 den Grad Doçent; 1994 wurde er Professor.
Er war an der Karl-Franzens-Universität in Graz Lektor und am Institut für Physik und biomedikale Sensoren der AVL List Forscher und Leiter.
Saraçoğlu arbeitete an der Technischen Universität Wien als Professor. Er ist Verfasser zahlreicher Artikel in internationalen Zeitschriften und hat Patente. Derzeit setzt er seine Forschungen über den Einfluss von Pflanzen auf die Gesundheit des Menschen fort und hat sich auf das Gebiet der Phyto-Biochemie konzentriert.